# Eupithecia minibursae
Eupithecia minibursae är en fjärilsart som beskrevs av András Vojnits 1980. Eupithecia minibursae ingår i släktet Eupithecia och familjen mätare. Inga underarter finns listade i Catalogue of Life.